# Port Kaituma
Port Kaituma ist ein Dorf mit etwa 1150 Einwohnern in Barima-Waini, Guyana. Es entstand an einem Hafen, der über einen Kanal Zugang zum Kaituma bietet. Außerdem verfügt es über einen Flugplatz, der global bekannt wurde, weil über diesen Jonestown erreicht werden konnte und auf ihm Leo Ryan, drei Mitglieder seiner Delegation sowie eine Jonestown-Bewohnerin ermordet worden sind. Die Eisenbahnstrecke nach Matthews Ridge wurde stillgelegt und teilweise abgebaut; eine Überlandstraße verbindet die beiden Orte weiterhin.
Im Dorf gibt es eine Schule bis zur Sekundarstufe, ein Spital ist geplant; damit übernimmt Port Kaituma teilweise Funktionen einer Kleinstadt.

## Demographie
Bei der Volkszählung von 2002 hatte Port Kaituma 2267 Einwohner. 2010 wurde die Einwohnerzahl auf 2793 geschätzt.
Beruf der Bevölkerung
| Daten       | Beamte | Profis und Techniker | Geistliche | Handel und Dienstleistungen | Ein. landwirtschaftlich | Ein. industriell | Occup. Elementare | S/D | Gesamt |
| ----------- | ------ | -------------------- | ---------- | --------------------------- | ----------------------- | ---------------- | ----------------- | --- | ------ |
| Bevölkerung | 18     | 43                   | 12         | 309                         | 73                      | 64               | 157               | 553 | 1209   |

## Belege
1. ↑  Staff Editor: Port Kaituma Hospital commissioned. In: Stabroek News. 24. Mai 2020, abgerufen am 31. Dezember 2024 (amerikanisches Englisch).
2. ↑  npan&col=abcdefghinoq&msz=1500&geo=-96 Bevölkerung von Orten in Guyana
3. ↑  Daten aus der Volkszählung von 2002. Stadt 46